# Barbro Teir
Barbro Maria Teir, född 4 november 1963 i Vasa i Finland, är en finlandssvensk journalist.
Barbro Teir utbildade sig till samhällsvetare på Helsingfors universitet med pol.mag.-examen 1990. Hon arbetade på Hufvudstadsbladet 1983–2008, bland annat som söndagsredaktör 1994–97, redaktionschef 1997–2002 och chefredaktör 2002–08.
Hon var chef för förlaget Söderström & Co 2008–12 och 2012–14 för det fusionerade Schildts & Söderströms. Hon tillträdde i mars 2014 en nyinrättad tjänst som verkställande direktör och ansvarig utgivare för den finländska mediagruppen KSF Media, utgivare av Hufvudstadsbladet och andra dagstidningar. Hon avgick från denna befattning i april 2016.

### Uppslagsverk
Teir, Barbro i Uppslagsverket Finland (webbupplaga, 2012). CC-BY-SA 4.0